# Kubundari állomás
Kubundari (Gubeundari) állomás metróállomás a szöuli metró 5-ös vonalán, Kangdong-ku (Gangdong-gu) kerületben. Nevét a közeli Kokkjo-ri (곡교리, Gokgyo-ri) falu (ma Mjongil-tong (Myeongil-dong) része) korábbi nevéről kapta, melynek jelentése „hajlott híd”.

## Viszonylatok
| 5-ös vonal                                 | 5-ös vonal | 5-ös vonal                                         |
| ------------------------------------------ | ---------- | -------------------------------------------------- |
| Kil-tong (Gil-dong) Panghva (Banghwa) felé | fő vonal   | Mjongil (Myeongil) Szangil-tong (Sangil-dong) felé |